# Schlechterella africana
Schlechterella africana är en oleanderväxtart som först beskrevs av Rudolf Schlechter, och fick sitt nu gällande namn av Karl Moritz Schumann. Schlechterella africana ingår i släktet Schlechterella och familjen oleanderväxter. Inga underarter finns listade i Catalogue of Life.